# 1234

## Události
Česko
- Objevují se první zmínky o městech Brtnice, Havlíčkův Brod, Loket, Náměšť nad Oslavou, a vesnicích Horosedly, Oldřišov, Ořechov a Kalec
- Byl založen kadaňský františkánský klášter
- Obec Rajhrad povýšena na městys
- královnou Kunhutou Štaufskou založen cisterciácký klášter Marienthal

Svět
- Tarragonská synoda
- Uherský král Ondřej II. upevnil postavení církve
- kanonizace Sv. Dominika
- papež Řehoř IX. vydává Nova Compilatio Decretalium

probíhající události
- 1223–1242 – Mongolský vpád do Evropy
- 1233–1234 – Stedingerská křížová výprava

## Narození
Česko
- ? – Jaroslav z Hruštice, český šlechtic z rodu Markvarticů († 1269)

Svět
- ? – Kinga Polská, polská kněžna z dynastie Arpádovců († 24. července 1292)
- ? – Kristýna Norská, norská princezna provdaná do Kastílie († 1262)
- únor – Abaka Chán, druhý ílchán mongolského ílchanátu († 1. dubna 1282)

## Úmrtí
- 16. dubna – Richard Marshal, třetí hrabě z Pembroke (* ?)
- 18. června – Čúkjó, 85. japonský císař (* 30. října 1218)
- 31. srpna – Go-Horikawa, 86. japonský císař (* 22. března 1212)
- Knut II. – švédský král (* ?)
- Filip Hurepel, francouzský princ, syn Filipa II. Augusta, štědrý mecenáš katedrály v Chartres (* 1200/1201?)
- Otto de la Roche, burgundský šlechtic, účastník čtvrté křížové výpravy a zakladatel křižáckého státu Athénské vévodství (* ?)

## Hlava státu
- České království – Václav I.
- Svatá říše římská – Fridrich II.
- Papež – Řehoř IX.
- Anglické království – Jindřich III. Plantagenet
- Francouzské království – Ludvík IX.
- Polské knížectví – Jindřich I. Bradatý
- Uherské království – Ondřej II.
- Latinské císařství – Balduin II. a Jan z Brienne (císař-regent)
- Nikájské císařství – Jan III. Dukas Vatatzés
- Kastilie – Ferdinand III. Kastilský